# Kirken i Nazi-Tyskland
Kirken i Nazi-Tyskland tog forskellig stilling til det nazistiske regime. Den romersk-katolske kirkes holdning bestemtes af Reichskonkordatet af 20. juli 1933, som regulerede forholdet til den nationalsocialistiske stat. Striden om nazisternes ideologi og religionspolitik var derfor mindre heftig dér end inden for protestantismen.[kilde mangler] I sin encyklika 1937 Mit brennender Sorge tog pave Pius XI tydeligt afstand fra nazismen, hvilket forstærkede den katolske modstand.
Nazisterne søgte at sammenslutte de forskellige evangeliske kirker i en politisk kontrolleret rigskirke, Reichkirche. Blandt andet indførtes en "arierparagraf" som hindrede personer af jødisk herkomst i at beklæde kirkelige embeder.
Tre grupperinger stred mod hinanden:
- Deutsche Christen, som accepterede den nazistiske ideologi.
- Bekendelseskirken og et forbund af "intakte" lutherske Landeskirchen sammen med oppositionsgrupper inden for områder hvor man ellers havde tilsluttet sig Deutsche Christen.
- En mellemgruppe ledet af den regimekritiske biskop Theodor Wurm i Württemberg.

Bekendelseskirken var stærkt præget af Karl Barth og udtrykte sit standpunkt gennem Barmenerklæringen 1934. Kun få teologer som for eksempel Dietrich Bonhoeffer gjorde konsekvent politisk modstand. Bekendelseskirken og mellemgrupperne kunne dog påvirke nogle af dem, der i begyndelsen havde vist sympati for nazismen, og derved vende opinionen.